# Brachioteuthis picta
Brachioteuthis picta är en bläckfiskart som beskrevs av Chun 1910. Brachioteuthis picta ingår i släktet Brachioteuthis och familjen Brachioteuthidae. Inga underarter finns listade i Catalogue of Life.

## Bildgalleri

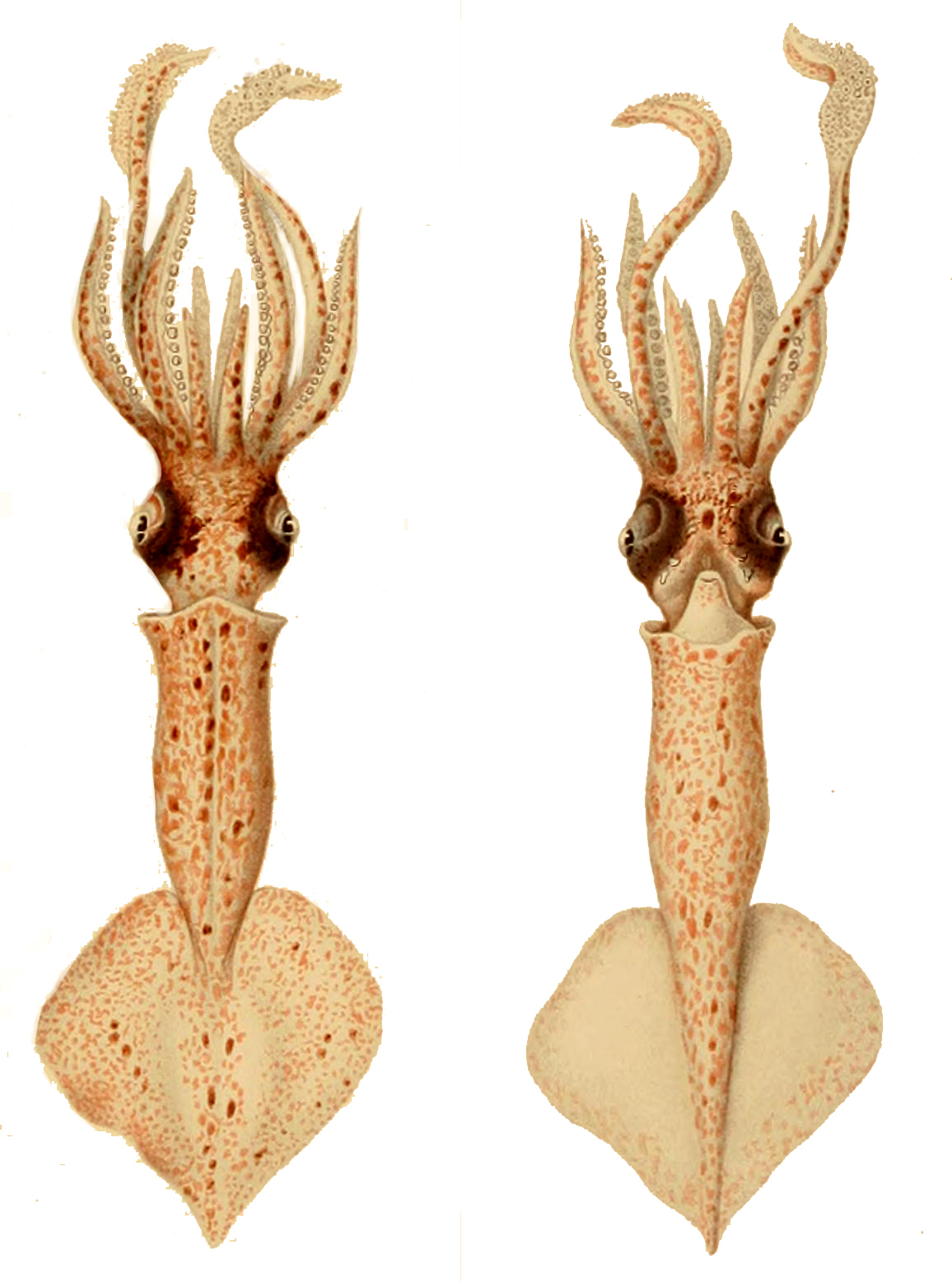